# توم هاريسون (سياسي)
توم هاريسون (بالإنجليزية: Tom Harrison)‏ هو فلاح وسياسي أسترالي، ولد في 2 أبريل 1864 في المملكة المتحدة، وتوفي في 20 يونيو 1944 في أستراليا. حزبياً، نشط في Western Australian National Party ‏. وقد انتخب عضو الجمعية التشريعية لأستراليا الغربية.